# Ліхтарна акула циліндрична
Ліхтарна акула циліндрична (Etmopterus carteri) — акула з роду Ліхтарна акула родини Ліхтарні акули. Цей вид недостатньо вивчено.

## Опис
Загальна довжина сягає 21,2 см та вагою 150 г, іноді до 25 см. Голова невелика. Морда сплощена, а її кінчик дещо піднятий догори. Очі великі, мигдалеподібної форми. За ними розташовані бризкальця середнього розміру. У неї 5 пар зябрових щілин. Тулуб щільний, циліндричний. Має 2 невеликих спинних плавця з шипами. Задній плавець більше за передній. Хвіст довгий. Хвостове стебло довге. Нижня лопать мало розвинена. Анальний плавець відсутній. На череві, в області зябрових щілин та грудних і хвостового плавців присутні флуорисцентні ділянки, що світяться в темряві.
Забарвлення темно-сіре з коричневим відтінком.

## Спосб життя
Тримається на глибині 283–356 м. Це бентопелагічний хижак — полює біля дна та в середніх шарах води. Живиться кальмарами, креветками, дрібною донною та пелагічною рибою.
Це яйцеживородна акула. Самиця народжує від 3 до 20 дитинчат завдовжки 10 см.

## Розповсюдження
Мешкає біля узбережжя Колумбії.